# The Turtles
The Turtles je americká rocková skupina, která existovala v letech 1965–1970. Největším hitem skupiny byla skladba „Happy Together“ z roku 1967. V roce 1983 byla obnovena a existuje dodnes.

## Diskografie

### Studiová alba
- It Ain't Me Babe (1965)
- You Baby (1966)
- Happy Together (1967)
- The Turtles Present the Battle of the Bands (1968)
- Turtle Soup (1969)
- Wooden Head (1970)
- Chalon Road (1986)
- Shell Shock (1986)